# Donovan Ruddock
Donovan Ruddock est un boxeur canadien né le 21 décembre 1963 à Sainte Catherine, Jamaïque. Champion du Canada des poids lourds en 1988 et en 2001, il est connu pour avoir affronté à deux reprises Mike Tyson et avoir été l'un des challengers les plus redoutés de la fin des années 1980 jusqu'au début des années 1990.

## Carrière de boxeur professionnel

### Des débuts contrastés
Ruddock commence sa carrière début 1982 et entame une série de 5 victoires avant de faire match nul face à Phil Brown. Après 4 nouvelles victoires, il abandonne face à David Jaco (qui a affronté au cours de sa carrière beaucoup de boxeurs reconnus comme Mike Tyson et Georges Foreman) au 8e round, à cause de problèmes respiratoires, alors qu'il domine le combat. Ruddock ne combat plus pendant 10 mois.

### L'ascension vers le top 5 mondial
En 1986, sa carrière prend un tournant : il remporte une décision partagée face à l'ancien champion WBA Mike Weaver, en s'illustrant par un bon usage de son jab. Par la suite, Ruddock délaisse ce coup au profit du « Smash » - un coup à mi-chemin entre le crochet et l'uppercut - ce qui va l'aider à mettre KO 11 de ses 12 adversaires suivants.
En mai 1988, il s'empare du titre vacant de champion du Canada après avoir disposé du modeste Ken Lakusta en un seul round. En juillet 1989, Ruddock triomphe non sans difficulté du déclinant James Smith. L'ancien détenteur du titre WBA parvient à envoyer violemment son adversaire au sol au 2e round, mais Ruddock se relève, réussit à survivre et revenir dans le combat, avant de mettre KO Smith dans le septième, après une série de directs ponctuée du « Smash » .
Classé challenger n °1, il doit normalement affronter en novembre 1989 le champion unifié Mike Tyson à Edmonton au Canada, mais le combat est reporté puis finalement annulé lorsque l'équipe de Tyson déclare qu'il souffre d'une bronchite. Ruddock accusera Tyson d'avoir voulu l'éviter.
En avril 1990, Ruddock (qui est classé n°2 par la WBA) fait de nouveau face à un précédent champion WBA en la personne de Michael Dokes , classé n°3 par cette fédération. Celui-ci comptait 15 victoires depuis la perte de son titre en 1983, et avait tenu la dragée haute l'année précédente face à Evander Holyfield, avant de s'incliner par KO. Jugé favori, Dokes est pourtant surpris par un énorme « Smash » au 4e round, qui le laisse groggy et sans défense contre les cordes. Ruddock poursuit avec un direct du droit et deux puissants crochets du gauche qui laissent Dokes inconscient au sol plus de 4 minutes . Cette victoire par ailleurs très médiatisée lui accorde une grande crédibilité, mais peu sont les adversaires voulant alors l'affronter. Ruddock termine l'année par deux KO contre des faire-valoir.

### Ruddock contre Tyson
Toutefois après la défaite surprise de Mike Tyson face à l'inconnu James Buster Douglas en février 1990, et les récentes performances remarquées de Ruddock, les deux boxeurs purent enfin s'affronter dans ce qui constituait une demi-finale mondiale. Tyson était classé challenger no 1 par toutes les fédérations, après ses deux victoires par KO au 1er round face à Henry Tillman et Alex Stewart ; Ruddock quant à lui, était classé no 2. Le gagnant de ce duel était censé rencontrer le vainqueur du combat opposant Evander Holyfield (qui avait récemment détrôné James Buster Douglas) et George Foreman, organisé en avril. On soupçonna Holyfield d'avoir voulu éviter Ruddock, en lui préférant un boxeur jugé vieillissant et trop lourd pour pouvoir lui opposer une résistance sérieuse.
Lors du premier combat organisé le 18 mars 1991, « Razor » s'incline par arrêt de l'arbitre au 7e round. Bien que largement dominé et étant allé à terre lors de la deuxième et troisième reprise - à chaque fois à la suite d'un crochet gauche -  Ruddock fera forte impression en se montrant très acharné et en ébranlant plusieurs fois Tyson, surtout lors de la 6e reprise, la seule qu'il remporte. À la septième, une puissante série de crochets de Tyson pousse l'arbitre Richard Steele à arrêter le combat de manière controversée, car Ruddock bien que vacillant jusqu'aux cordes, reprit rapidement ses esprits et semblait apte à continuer le combat. Des incidents éclateront juste après la fin du combat entre le camp de Tyson et celui de Ruddock, l'arbitre sera également évacué du ring puis accusé par le camp Ruddock de favoritisme pour ses liens supposés avec le promoteur de Tyson, le sulfureux Don King.
Pour faire taire toute critique, un combat revanche est organisé le 28 juin 1991.
La revanche bien que moins rapide est tout aussi violente puisque Ruddock ira encore deux fois à terre lors de ce combat - une fois à la deuxième reprise à la suite d'une droite plongeante, et une autre à la quatrième reprise sur un fulgurant direct du droit en contre - mais tiendra malgré tout jusqu'à la limite, et ce malgré une mâchoire brisée dès les premiers rounds. Ruddock ne sera pas en reste, en touchant sévèrement Tyson tout au long du combat, mais il perdra logiquement par décision unanime. Des points pour coups irréguliers seront retirés aux deux boxeurs, qui toutefois se congratuleront à la fin d'un combat si déterminé des deux côtés, que Tyson finira avec le tympan perforé, et Ruddock avec la pommette endommagée et une fracture des côtes et de la mâchoire. Il déclarera plus tard qu'à la suite de ces deux combats très éreintants contre Mike Tyson, qu'il ne "fut plus jamais le même", et "qu'ils ont tout pris de lui".

### 1992
En février et juin 1992, Ruddock rebondit avec deux victoires avant la limite contre l'ancien champion WBA Greg Page au 8e round, et face au puncheur invaincu et détenteur du titre IBC Phil Jackson au 4e round. Classé challenger no 1 par la WBC, il est confronté en octobre au challenger no 2 de la WBC, champion du Commonwealth, d'Europe et du Royaume-Uni Lennox Lewis, que Ruddock avait battu en amateur. Le combat est une demi-finale mondiale, le vainqueur devant rencontrer le gagnant du duel opposant Evander Holyfield et Riddick Bowe.
Il va violemment à terre en toute fin de première reprise à la suite d'une droite plongeante, alors qu'il se penche sans garde vers son opposant. Il parvient à battre le compte, mais retourne rapidement au tapis au cours du début de la reprise suivante à la suite de coups au corps précédés d'un enchaînement gauche-droite. Il se relève à nouveau mais alors qu'il tente le tout pour le tout, un nouvel enchaînement impitoyable du britannique le met KO définitivement. Cette défaite marque la fin de Donovan Ruddock en tant que prétendant mondial.

### Derniers combats majeurs
Connaissant des problèmes de management, il ne combat pas en 1993, mais en 1994 il bat aisément aux points Anthony Wade, avant d'être confronté en 1995 à l'ancien champion WBO Tommy Morrison. Ce combat qui s'annonce explosif entre ces deux boxeurs réputés pour leur punch, semble être pour eux celui de la dernière chance (le titre mineur IBC est alors en jeu). Ruddock maintenant âgé de 31 ans commence très fort en envoyant Morrison au tapis au 1er round grâce à un uppercut du droit , mais celui-ci réplique avec hargne au 2e round obligeant l'arbitre à compter Ruddock debout. Le combat s'équilibre jusqu'à ce que Ruddock prenne à nouveau le dessus mais durant le 6e round alors qu'il semble être en mesure d'en finir, il est malencontreusement contré par un énorme crochet gauche de Morrison. Morrison saisit l'occasion, accule Ruddock dans les cordes en le bombardant de coups, ce qui oblige l'arbitre à arrêter Ruddock qui ne riposte plus. L'arrêt est de nouveau contesté car il ne restait que quelques secondes dans le round et Ruddock semblait toujours lucide.

### Premier retour
Il fait un come-back en 1998 où il parviendra à s'emparer, après 9 victoires consécutives, du titre de champion du Canada en 2001. En avril 2000, il était supposé rencontrer le champion WBO Vitali Klitschko, mais il céda sa place à Chris Byrd pour cause d'hépatite.

### Second retour
En 2015, il fait de nouveau son retour, âgé de 51 ans. Il remporte deux victoires mais subit une dernière défaite en étant mis KO au 5e round par Dillon Carman pour le titre de champion du Canada.

## Style
Donovan Ruddock est célèbre pour son Smash, un coup hybride entre le crochet et l'uppercut lancés presque à chaque fois de sa main gauche et considéré comme un uppercut de "trois-quart". Particulièrement puissant, la trajectoire a pour effet d'annihiler la garde de ses opposants. Mike Tyson en fera les frais lors de ses deux combats contre Ruddock. La puissance de ce coup a également été démontrée lors de son match contre Michael Dokes en 1990.
Il disposait également grâce à une allonge assez exceptionnelle (2m08) d'un très bon jab, qui avait pour réputation de couper le visage de ses adversaires, ce qui lui vaudra le surnom de "Razor". Néanmoins il délaissera son jab après son combat contre Mike Weaver, au profit du "Smash", ce qui lui permettra d'enregistrer plus de victoires par KO en dépit d'une technique plus limitée, car ne s'appuyant que sur un seul coup télégraphé.
Sa résistance et son mental face aux coups et à l'adversité ne sont pas à sous-estimer, comme il le prouva face à Mike Tyson qui ne put réellement le mettre hors combat, ou lors de sa victoire contre James Smith en se relevant après avoir été mis au tapis et finalement en parvenant à le vaincre.
En revanche ses capacités défensives s'avèrent assez limitées, en effet il laissait souvent son bras gauche ballant ce qui l'exposait aux contres, sans compter son manque d'efficacité à s'accrocher lorsqu'il était touché.